# National Flood Insurance Program
Das National Flood Insurance Program (NFIP) ist ein Programm, das vom Kongress der Vereinigten Staaten im Jahr 1968 durch den National Flood Insurance Act von 1968 (P.L. 90-448) ins Leben gerufen wurde. Der US-Kongress verfolgt das zweifache Ziel der NFIP, das Risiko von Hochwasserverlusten durch Hochwasserversicherungen zu teilen und Hochwasserschäden durch Einschränkung der Auenentwicklung zu verringern. Das Programm ermöglicht Immobilienbesitzern in teilnehmenden Gemeinden den Abschluss eines von der Regierung verwalteten Versicherungsschutzes gegen Überschwemmungsverluste und erfordert eine Hochwasserversicherung für alle Kredite oder Kreditlinien, die durch bestehende Gebäude, Fertighäuser oder im Bau befindliche Gebäude gesichert sind. Der US-Kongress beschränkt die Verfügbarkeit der Nationalen Hochwasserversicherung auf Gemeinden, die angemessene Landnutzungs- und Kontrollmaßnahmen mit wirksamen Durchsetzungsbestimmungen zur Reduzierung von Hochwasserschäden ergreifen, indem sie die Entwicklung in Gebieten einschränken, die Hochwasser ausgesetzt sind.
Das NFIP soll eine Versicherungsalternative zur Katastrophenhilfe darstellen, um die steigenden Kosten für die Reparatur von Schäden an Gebäuden und deren Inhalt durch Überschwemmungen zu decken. Bis August 2017 versicherte das Programm etwa 5 Millionen Haushalte (gegenüber etwa 5,5 Millionen Wohnungen im April 2010), von denen sich die meisten in Texas und Florida befinden. Die Kosten des Versicherungsprogramms wurden bis Ende 2004 vollständig durch die Prämien gedeckt, mussten jedoch seitdem (vor allem aufgrund des Hurrikans Katrina und des Hurrikans Sandy) kontinuierlich Mittel aufnehmen, um bis August 2017 Schulden in Höhe von 25 Milliarden US-Dollar zu akkumulieren. Im Oktober 2017 stornierte der Kongress NFIP-Schulden in Höhe von 16 Milliarden US-Dollar, wodurch das Programm Ansprüche begleichen konnte. Die NFIP schuldet den USA ab Dezember 2019 20,525 Milliarden US-Dollar.